# Le Chambon-Feugerolles
Le Chambon-Feugerolles este o comună în departamentul Loire din sud-estul Franței. În 2009 avea o populație de 12.945 de locuitori.

## Evoluția populației
| An        | 1975   | 1982   | 1990   | 1999   | 2006   | 2009   |
| --------- | ------ | ------ | ------ | ------ | ------ | ------ |
| Populație | 20.091 | 18.149 | 16.070 | 14.090 | 12.776 | 12.945 |